# Mario Ruiz Armengol
Mario Ruiz Armengol (Veracruz, 17 de marzo de 1914 - Quintana Roo, 22 de diciembre de 2002) fue un pianista y compositor mexicano de música clásica y música popular.
Hijo del pianista y director de orquesta Ismael Ruiz Suárez y Rosa Armengol, a los quince años debuta como director de orquesta en la compañía de Leopoldo Beristaín. A los 16 años forma parte del grupo fundador de la XEW y empieza a establecerse como compositor, arreglista y director de orquesta, interpretando su música Andy Rusell, Chucho Martínez Gil, Jorge Negrete, Emilio Tuero, Fernando Fernández, María Luisa Landin, Amparo Montes, José Antonio Méndez, Lola Beltrán, Marco Antonio Muñiz, y recientemente José José, Gualberto y Arturo Castro, Guadalupe Pineda, Roberto Pérez Vázquez, Mauro Calderón, Rodolfo "Popo" Sánchez, El tenor Carlos Torres, José Luis Caballero, Enrique Méndez, Paty Carrión, Jorge Balam, Mariana Álvarez y Verónica Ituarte entre otros.
En 1936 estudia armonía y contrapunto con José Rolón. En 1942, comienza su actividad de compositor para diferentes películas: Santa, Resurrección, San Francisco de Asís, El Baisano Jalil, El Ángel Negro, Mujeres y Toros, Ay Amor que malo eres, entre otras. En 1948 conoce a Rodolfo Halffter quien lo motiva a escribir sus "Siete ejercicios de Composición y Armonía" que son la piedra angular de su vasta producción. También compone su primera obra clásica: "Preludio para Piano y Arpa".
Muere en Cancún a los 88 años.

## Obra
Su obra es de gran envergadura, rebasando las 300 obras para piano, boleros, sinfónicas y danzas cubanas.
Entre su obra pianística, aparte de sus canciones de exquisita armonía, cuenta con 31 Piezas Infantiles, 19 Danzas Cubanas, 16 Estudios, 16 Reflexiones, 32 Miniaturas, 5 Valses, Sherzos, Minuetos, Sonatas, Fantasías, Preludios y Música para Piano a cuatro manos. Es el compositor latinoamericano con más obras escritas para arpa, con 24 piezas para arpa sola y 2 dúos de arpa. Además de Música de Cámara para Piano y Violín, Violonchelo y Flauta.